# Matthias Büttner

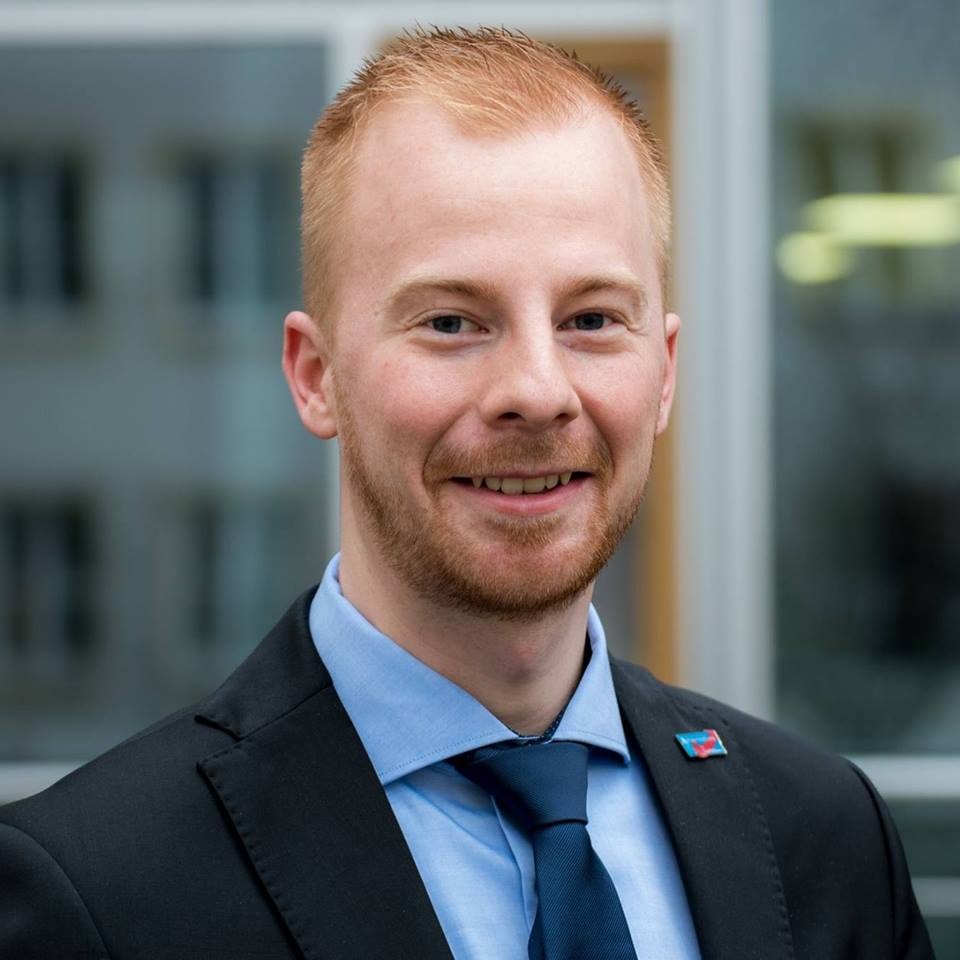
Buettner

Matthias Büttner (nascido em 4 de novembro de 1990) é um político alemão da Alternativa para a Alemanha (AfD), tendo ingressado em 2014. Desde 2017, Büttner é membro do Bundestag, o órgão legislativo federal alemão.

Büttner nasceu em 1990 em Stendal, Saxónia-Anhalt e tornou-se, após o seu abitur, especialista em TI.